# 幽靈單車

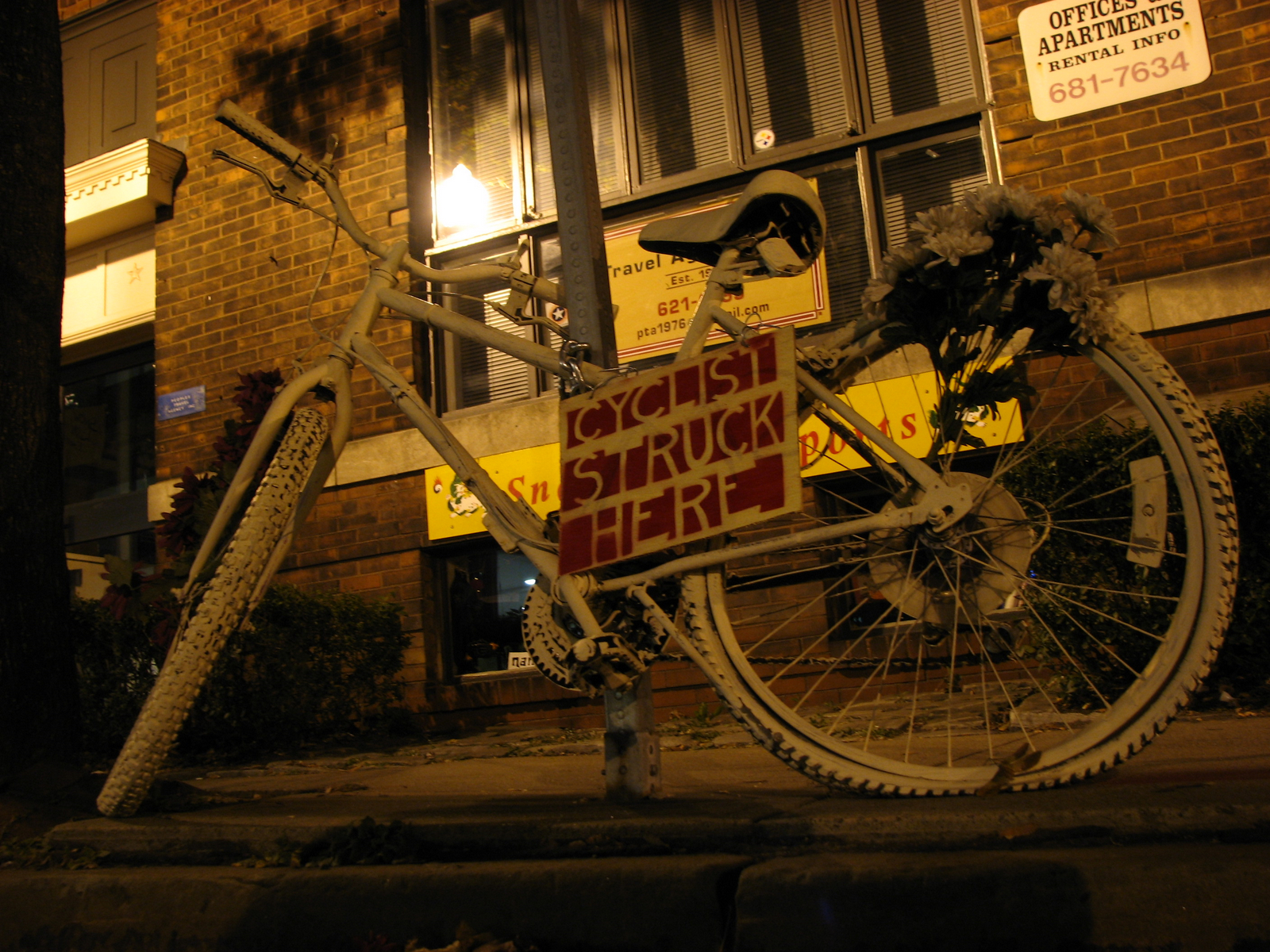
匹茲堡街頭的幽靈單車

幽靈單車（Ghost Bikes）是把單車放置於有單車使用者因被機動車輛碰撞而死亡的地方，用以紀念及提醒其他機動車輛駕駛者注意行車安全。把一部廢棄的單車髹上白色的油漆，鎖在發生意外的地點，並掛上牌匾，用紅字寫上記念的語句。跟官方的提示與警告路牌不同，這些紀念語句通常比較個人化。

## 歷史
幽靈單車這個計劃由美國舊金山的藝術家Jo Slota開始。大約在2002年4月，他開始收集廢棄單車和漆上白色油漆，拍下照片並放上網頁。但這個只是Jo Slota的藝術創作，與單車意外無關。
而第一輛用以紀念單車意外的幽靈單車於2003年10月出現在美國密蘇里州聖路易市。由目睹單車使用者被機動車輛碰撞死亡的Patrick Van Der Tuin安置在Holly Hills Boulevard。而牌匾上寫了"Cyclist Struck Here"（單車騎士在此罹難）。其後Patrick Van Der Tuin又有在St. Louis的其他相關單車意外黑點安置幽靈單車。

## 外部連結
- Ghost Bikes
- ghostbike.org.uk[永久]